# 張嘉祿
張嘉祿（1846年—1900年）， 字肖菴，一字肖葊，一字受百，浙江省鄞縣人。

## 生平
張嘉祿生於道光二十五年十二月十六日。 光緒二年舉人， 光緒三年丁丑科進士。光绪三年五月，改翰林院庶吉士	光绪六年四月，散館后，授翰林院編修。后擔任順天鄉試同考官（光緒八年， 光緒十一年， 光緒十九年）， 國史館協修（光緒八年-光緒十五年）， 會試同考官（光緒十五年）， 山東道監察御史（光緒十五年-光緒十七年）， 雲南道監察御史（光緒十七年-光緒十九年）， 湖北鄉試副考官（光緒十七年）， 戶科給事中（光緒十九年-光緒二十年）， 巡城給事中（巡視中城）（光緒十九年-光緒二十年），  兵科給事中， 兵科掌印給事中（光緒二十四年-光緒二十六年）。卒於光緒二十六年二月二十六日。

## 家庭
娶柴氏。 生三子二女： 張壽鏞（字詠霓）， 張壽鎬（字子京）， 張壽鏡（字鋻秋）， 張壽婉，（次女早逝）。

## 著作
著有《困學紀聞補注》二十卷， 《寸草盧奏言》二卷， 《小謨觴舘文集注》四卷， 《寸草盧庸言》， 編有《寸草盧贈言》十卷。